# مایکل وینر

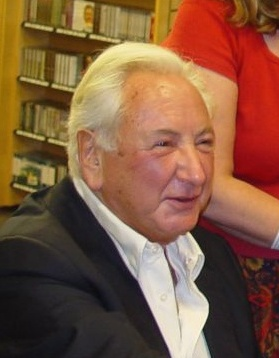

رابرت مایکل وینر (به انگلیسی: Robert Michael Winner) (متولد ۳۰ اکتبر ۱۹۳۵ - درگذشت ۲۱ ژانویه ۲۰۱۳) فیلمساز، نویسنده و شخصیت رسانه‌ای بریتانیایی بود. او برای کارگردانی چندین فیلم اکشن، هیجان انگیز و کمدی سیاه در دهه‌های ۱۹۶۰، ۱۹۷۰ و ۱۹۸۰، از جمله چندین همکاری با بازیگران الیور رید و چارلز برونسون، شناخته شده‌است.
شناخته شده‌ترین آثار برنده عبارتند از: آرزوی مرگ (۱۹۷۴) و دو دنباله اول آن، کمدی جنگی هانیبال بروکس (۱۹۶۹)، فیلم دلهره‌آور مکانیک (۱۹۷۲)، فیلم ترسناک فراطبیعی سنتینل (۱۹۷۷)، فیلم نوآر خواب گران (۱۹۷۸)، کمدی تن‌تن، سگی که هالیوود را نجات داد (۱۹۷۶)، و وسترن‌های مرد قانون (۱۹۷۱) و سرزمین چاتو (۱۹۷۲).

## فیلم‌شناسی

### گزیده آثار کارگردانی
- بالا رفتن از دیوار (۱۹۶۰)
- شلیک برای کشتن (۱۹۶۰)
- برخی آن را دوست دارند (۱۹۶۱)
- مک قدیمی (۱۹۶۱)
- خارج از سایه (۱۹۶۱)
- باحال بازی کن (۱۹۶۲)
- میکادو باحال (۱۹۶۳)
- غرب ۱۱ (۱۹۶۳)
- نظام (۱۹۶۴)
- شوخی میکنی! (۱۹۶۵)
- بذله‌گوها (۱۹۶۷)
- هانیبال بروکس (۱۹۶۹)
- بازی (۱۹۷۰)
- مرد قانون (۱۹۷۱)
- شبگردها (۱۹۷۱)
- سرزمین چاتو (۱۹۷۲)
- مکانیک (۱۹۷۲)
- عقرب (۱۹۷۳)
- قاتل سنگ‌دل (۱۹۷۳)
- آرزوی مرگ (۱۹۷۴)
- وون تن‌تن سگی که هالیوود را نجات داد (۱۹۷۶)
- سنتینل (۱۹۷۷)
- خواب گران (۱۹۷۸)
- قدرت آتش (۱۹۷۹)
- آرزوی مرگ ۲ (۱۹۸۲)
- بانوی بدجنس (۱۹۸۳)
- فریاد بزن (۱۹۸۴)
- آرزوی مرگ ۳ (۱۹۸۵)
- ملاقات با مرگ (۱۹۸۸)
- گروه کر عدم تأیید (۱۹۸۹)
- چشم گاو (۱۹۹۰)
- آخر هفته کثیف (۱۹۹۳)
- عکس جدایی (۱۹۹۹)

## زندگی‌نامه
وینر ۳۰ اکتبر ۱۹۳۵ در لندن به دنیا آمد. پدرش روسی و مادرش لهستانی بودند.
کار خود را به عنوان خبرنگار و منتقد سینمایی آغاز کرد و در سال ۱۹۵۶ به عنوان نویسنده ویرایشگر به کمپانی فیلم «موشن پیکچرز لیمیتد» پیوست و در سال ۱۹۶۰ اولین فیلم خود را به نام «شلیک مرگ» براساس داستانی به قلم خودش کارگردانی کرد.
او کار خود را از تلویزیون شروع کرد و در ۱۹۶۰ اولین فیلم بلند سینمایی خود «برای کشتن شلیک کن» کارگردانی کرد. این فیلم دربارهٔ یک گزارش حرفه نمایش است که درگیر توطئه‌ای سیاسی می‌شود.
وینر در ۱۹۶۴ با الیور رید در فیلم «سیستم» کار کرد. او بعدها در پنج فیلم دیگر از جمله کمدی «هانیبال بروکس (۱۹۶۹) با این بازیگر همکاری کرد. او با «هانیبال بروکس» مورد توجه هالیوود قرار گرفت.
وینر که مردی شکمباره و قصه‌گو بود، بعدها در بریتانیا بیشتر به خاطر ستون ثابت خود با موضوع رستوران‌ها در ساندی تایمز شهرت داشت که این همکاری تا دوم دسامبر ادامه پیدا کرد. او چهره ثابت برنامه‌های تلویزیونی هم بود.
«مایکل وینر»، کارگردان انگلیسی که سابقه ساخت ۳۰ فیلم از جمله همکاری با «مارلون براندو» بازیگر افسانه‌ای تاریخ سینما را در کارنامه دارد
وینر در مجموعه سینمایی «آرزوی مرگ» بار دیگر با برانسن همکاری کرد. آن‌ها پیش از این فیلم در فیلم‌های «سرزمین چاتو» و «مکانیک (هر دو در ۱۹۷۲) و «آدمکش سنگدل (۱۹۷۳) همکاری کرده بودند.
چارلز برانسن در «آرزوی مرگ» نقش یک آرشیتکت نیویورکی را بازی می‌کند که وقتی همسرش توسط گروهی آدم بی سر و پا کشته می‌شود، شخصاً برای انتقام گرفتن از آن‌ها وارد عمل می‌شود.
این کارگردان انگلیسی در دهه ۱۹۹۰ دوباره به ساخت فیلم‌های انگلیسی روی آورد. «مایکل وینر» در طول زندگی هنری خود بیش از ۳۰ فیلم را کارگردانی کرد و در ۲۰ سال گذشته به عنوان منتقد در روزنامه «ساندی تایمز» قلم می‌زد.
این فیلمساز پرکار ۳۰ فیلم از ۳۳ فیلم خود را در دهه‌های ۱۹۶۰، ۱۹۷۰ و ۱۹۸۰ ساخت و با بازیگران افسانه‌ای چون، چارلز برانسون، برت لنکستر، اورسن ولز، جیمز کابرن، سوفیا لورن، مارلون براندو، اوا گاردنر، رابرت میچام، جیمز استوارت و آلن دلون همکاری کرد.

## درگذشت
او سال ۲۰۱۲ در مصاحبه‌ای گفت: «وقتی بمیرم، همه می‌نویسند «کارگردان «آرزوی مرگ» درگذشت». البته برای من مهم نیست. «آرزوی مرگ» یک فیلم تاریخ‌ساز بود.»
مایکل وینر تابستان پیش اعلام کرد پزشکان به او گفته‌اند به دلیل مشکلات قلبی و کبدی نهایت تا ۱۸ ماه دیگر زنده می‌ماند.
این کارگردان بریتانیایی روز دوشنبه پس از مدت‌ها دست و پنجه نرم کردن با بیماری در منزل خود در کنسینگتن در جنوب لندن در سن ۷۷ سالگی درگذشت.